# Alphonsea tsangyuanensis
Alphonsea tsangyuanensis là một loài thực vật]] thuộc họ Annonaceae. Đây là loài đặc hữu của Trung Quốc.